# Heinz Engl

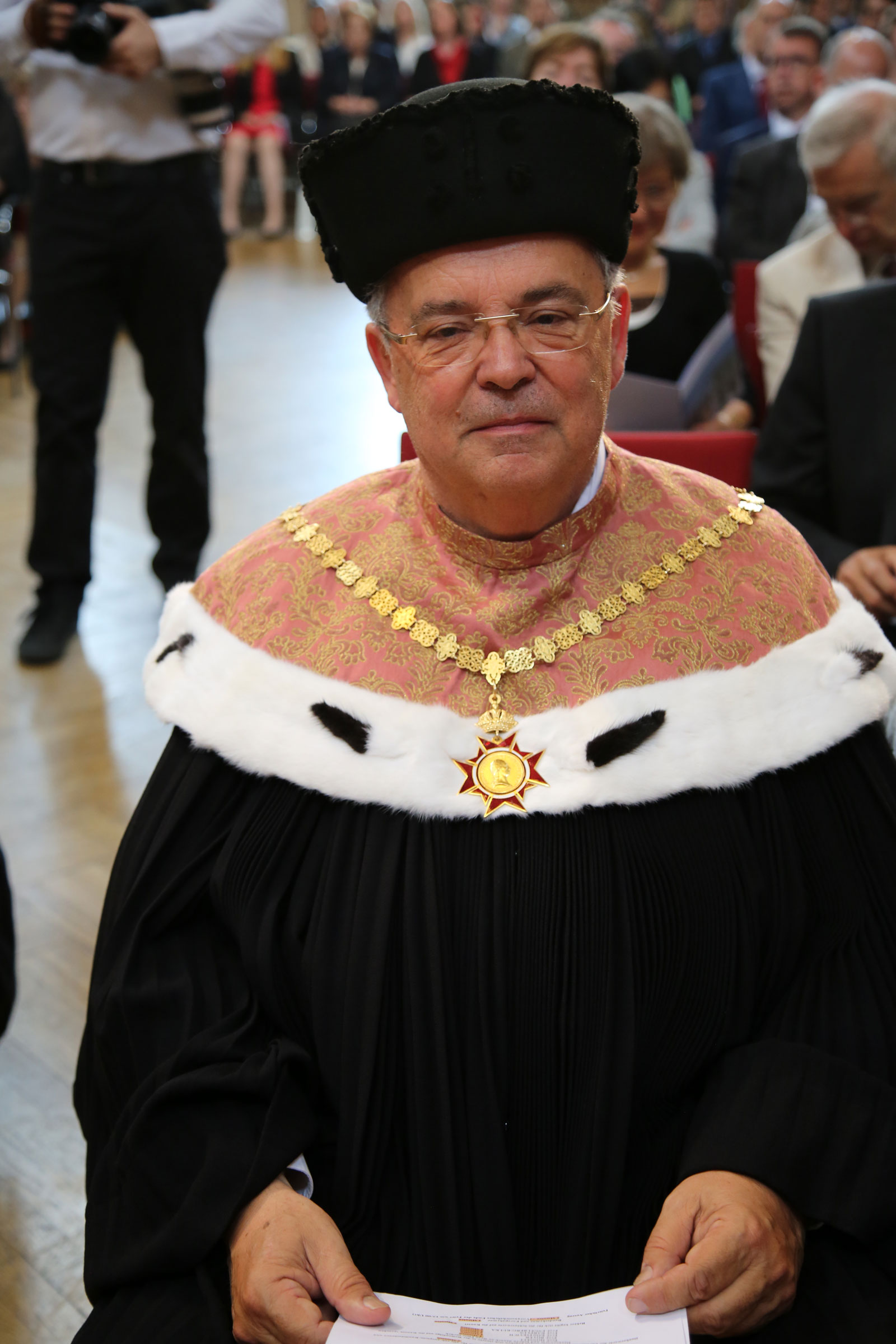
Heinz W. Engl (2015)

Heinz W. Engl (* 28. März 1953 in Linz) ist ein österreichischer Mathematiker. Der Universitätsprofessor für Industriemathematik an der Johannes Kepler Universität Linz war ab Oktober 2007 Vizerektor und ab Oktober 2011 bis September 2022 Rektor der Universität Wien. Seit 2003 ist er wirkliches Mitglied der Österreichischen Akademie der Wissenschaften.

## Leben
Engl studierte Technische Mathematik an der Johannes Kepler Universität Linz und schloss sein Studium 1977 mit der Promotion sub auspiciis Praesidentis ab. 1979 habilitierte er sich. Seit 1981 war er außerordentlicher Universitätsprofessor, bis er 1988 zum ordentlichen Universitätsprofessor für Industriemathematik berufen wurde. Von 1992 bis 1999 war er Leiter des Christian-Doppler-Labors für Mathematical Modelling and Numerical Simulation; von 1994 bis 2003 Mitglied des Kuratoriums und Referent des FWF. Von 1995 bis 2000 war er Dekan der Technisch-Naturwissenschaftlichen Fakultät.
1996 gründete er die MathConsult GmbH, ein Unternehmen mit 30 Mitarbeitern für Softwareentwicklung und Computersimulation (u. a. Herstellung von Instrumenten zur Berechnung der Preisentwicklung von Finanzderivaten), an dem er als Gesellschafter zu 100 % beteiligt ist. Mehr als die Hälfte der 50 wichtigsten Banken in Österreich und andere Unternehmen im Bereich des Finanzsektors aus mehr als 20 Ländern sind Kunden dieser Firma (lt. Website).
Daneben war Engl weiter Universitätsprofessor, Dekan, Leiter des Christian-Doppler-Labors und Mitglied des FWF-Kuratoriums, von 2000 bis 2003 außerdem korrespondierendes Mitglied der mathematisch-naturwissenschaftlichen Klasse der Österreichischen Akademie der Wissenschaften, seit 2003 wirkliches Mitglied. Er ist seit 2003 auch Direktor des an der JKU angesiedelten Johann Radon Institute for Computational and Applied Mathematics (RICAM) der Österreichischen Akademie der Wissenschaften.
Von 2003 bis 2007 war er außerdem Mitglied und stellvertretender Vorsitzender des Universitätsrats der TU Graz, für die Funktionsperiode von Oktober 2007 bis September 2011 Vizerektor für Forschung und Nachwuchsförderung an der Universität Wien, für die Funktionsperiode von Oktober 2011 bis September 2015 Rektor der Universität Wien. Von Universitätsrat und Senat wurde er für eine zweite und im Jänner 2018 für eine dritte vierjährige Amtsperiode als Rektor der Universität Wien von Oktober 2019 bis Ende September 2023 wiederbestellt. Im Oktober 2021 wurde bekannt, dass er sein Amt am 30. September 2022 und damit um ein Jahr früher als ursprünglich geplant zurücklegen werde. Ende April 2022 wurde Sebastian Schütze vom Universitätsrat zu seinem Nachfolger als Rektor der Universität Wien gewählt.
Seit 2013 ist er ordentliches Mitglied der Academia Europaea. Er ist Fellow der American Mathematical Society.
Heinz Engl war von 1994 bis 2012 Mitglied des Rotary Clubs Linz Süd und ist seither Mitglied des RC Wien.
Engl ist seit 1980 verheiratet und hat mit seiner Frau Rosa die Töchter Elisabeth und Magdalena. Laut eigener Mitteilung ist er Großvater des Neujahrsbabys 2020 der US-Hauptstadt Washington D.C., Eleon Engl-Misirlisoy.

## Preise und Auszeichnungen
- Wilhelm-Exner-Medaille 1998
- Pioneer-Preis 2007 des ICIAM[8]
- Johannes-Kepler-Preis 2009[9]
- Professor h. c. der Fudan-Universität Shanghai 2010
- Ehrendoktor der Universität des Saarlandes 2012[10]
- Goldenes Ehrenzeichen des Landes Oberösterreich 2023[11][12]
- Großes Goldenes Ehrenzeichen für Verdienste um die Republik Österreich 2023